# Urobotrya congolana
Urobotrya congolana är en tvåhjärtbladig växtart. Urobotrya congolana ingår i släktet Urobotrya och familjen Opiliaceae.

## Underarter
Arten delas in i följande underarter:
- U. c. afzelii
- U. c. congolana